# 슈발리에 (영화)
《슈발리에》(영어: Chevalier)는 2022년 공개된 미국의 전기 드라마 영화이다. 스티븐 윌리엄스가 연출하였으며, 크리올 어머니를 둔 음악가 슈발리에 드생조르주의 삶을 다룬 작품이다. 켈빈 해리슨 주니어가 슈발리에 역을 맡았다.

## 출연
- 켈빈 해리슨 주니어
- 서마라 위빙
- 루시 보인턴
- 마턴 초카시
- 미니 드라이버
- 헨리 로이드휴스